# 利馬努鄉
43°48′0″N 28°32′0″E / 43.80000°N 28.53333°E
利馬努鄉（羅馬尼亞語：Comuna Limanu, Constanța），是羅馬尼亞的鄉份，位於該國西南部，由康斯坦察縣負責管轄，面積77平方公里，海拔高度50米，2007年人口5,274，人口密度每平方公里69人。